# ニュートロン
『ニュートロン』 (NEWTRON) は、1984年に中村光一が作成し、エニックス（後のスクウェア・エニックス）から発売されたパソコンゲームである。

## 概要
固定された一面をクリアしていくタイプのゲームである。ゲーム画面には1本の木が配置されており、その木に成る実を収穫することによって面クリアとなる。
キャラクターの移動は一部の枝に沿っての斜め移動を除いては、幹と枝への直線的なものである。プレイヤーキャラクターは放物線を描いて発射できる弾を使用することができ、それを用いて敵キャラクタを排除しつつ、実を収穫していく。
クリアするステージ数により、ナムコ社のアーケードゲーム『パックマン』『ディグダグ』にあるような、一般に「フルーツ」と呼称されるボーナスフィーチャーが出現する。

## 操作
主人公「ロン君」の移動にはテンキーを使用する。斜め移動の場合はテンキーの1、3、7、9を使用する（PC-8801対応版の場合）。

## 移植
2004年4月にチュンソフトよりiアプリ対応版が発売された。